# Catena della Škrlatica
La Catena della Škrlatica (in sloveno Greben Škrlaticae) è un gruppo montuoso delle Alpi Giulie situato in Slovenia. Prende il nome dalla montagna più significativa: la Škrlatica.

## Collocazione
Secondo le definizioni della SOIUSA la Catena della Škrlatica ha i seguenti limiti geografici: Passo della Moistrocca, alto corso della Sava, torrente Bistrica, Passo del Forame, alta Val Trenta, Passo della Moistrocca.
Essa raccoglie un porzione delle Alpi Giulie collocata a nord-est.

## Montagne
Le montagne principali appartenenti alla Catena della Škrlatica sono:
- Škrlatica - 2.740 m
- Monte Razor - 2.601 m
- Prisojnik - 2.547 m
- Dovški križ - 2.542 m
- Stenar - 2.501 m
- Špik - 2.472 m
- Kukova špica - 2.427 m
- Planja - 2.453 m
- Goličica - 2.101 m
- Luknja - 2.298 m
- Pihavec - 2.419 m

## Classificazione
La SOIUSA definisce la Catena della Škrlatica come un supergruppo alpino e vi attribuisce la seguente classificazione:
- Grande parte = Alpi Orientali
- Grande settore = Alpi Sud-orientali
- Sezione = Alpi e Prealpi Giulie
- Sottosezione = Alpi Giulie
- Settore di sottosezione = Alpi Giulie Orientali[1]
- Supergruppo = Catena della Škrlatica
- Codice =  II/C-34.I-D

## Suddivisione
La Catena della Škrlatica viene suddivisa in due gruppi e due sottogruppi:
- Gruppo Prisank-Razor (6)
- Gruppo dello Škrlatica (7)
  - Nodo dello Škrlatica (7.a)
  - Monti di Martuljek (7.b)